# Правда і нічого більше
«Правда і нічого більше» — комедійна стрічка про підлітка, який розповідав про себе усяку несенітницю, яка потім стала правдою.

## Сюжет
У перший день у новій школі підліток Сем отримав пораду — брехати про себе, щоб сподобатись та потоваришувати з новими друзями. Він почав розповідати усякі небилиці про себе та свою сім'ю. Як же дивується Сем, коли дзеркало в ванній розбивається і вся брехня стає правдою. Тепер його собака дійсно з'їдає домашні роботи, у нього є Porsche, підліток відмінно грає в баскетбол, а найпопулярніша дівчина школи та його вчителька сохнуть за ним.

## У ролях
| Актор            | Роль                |
| ---------------- | ------------------- |
| Раян Пінкстон    | Сем Леонард         |
| Кейт Мара        | Енні Дрей           |
| Джош Клоуз       | Кайл Планкетт       |
| Тері Поло        | місіс Морган        |
| Крейг Кілборн    | Майк Ганбо          |
| Джон Керолл Лінч | Генк Леонард        |
| Синтія Стівенсон | Джилл Леонард       |
| Аманда Волш      | Вікі Сандерс        |
| Дерек Мак-Грет   | директор Марку Гейс |
| Метт Гордон      | тренер Гендерсон    |
| Кармен Електра   | у ролі себе         |

## Створення фільму

### Виробництво
Зйомки фільму проходили в Вінніпезі, Манітоба, Канада.

### Знімальна група
- Кінорежисер — Крістіан Чарлз
- Сценаристи — Скотт Мур, Джон Лукас, Йоні Берковіц, Тоні Дріннан, Том Гаммілл, Макс Просс
- Кінопродюсери — Стів Барнетт, Марк Кентон
- Композитор — Джон Свігарт
- Кінооператор — Крамер Моргентау
- Кіномонтаж — Сюзан Шиптон
- Художник-постановник — Кейтлін Клаймі
- Артдиректор — Режан Лабрі
- Художник-декоратор —Стівен Арндт
- Художник по костюмах — Абрам Вотергауз
- Підбір акторів — Робін Д. Кук, Марсі Лерофф[2].

## Сприйняття
Фільм отримав переважно негативні відгуки. На сайті Rotten Tomatoes оцінка стрічки становить 6 % на основі 18 відгуків від критиків (середня оцінка 3,1/10) і 45 % від глядачів із середньою оцінкою 3,1/5 (15 510 голосів). Фільму зарахований «гнилий помідор» від кінокритиків та «розсипаний попкорн» від глядачів, Internet Movie Database — 5,6/10 (3 080 голосів), Metacritic — 33/100 (8 відгуків критиків) і 6,2/10 (6 відгуків від глядачів).